# Казанлыкская котловина
Казанлы́кская котлови́на (болг. Казанлъшка котловина) — межгорная тектоническая котловина в Болгарии. С севера ограничена склонами хребта Стара-Планина, с юга — склонами хребта Средна-Гора.
Длина котловины составляет около 94 км, средняя ширина — 10 км, площадь — около 780 км². Средняя высота — 350 м. Рельеф дна преимущественно равнинный, на востоке — холмистый. Климат умеренный, тёплый; температура января составляет от 0 до —2 °С, июля — около 20 °С. Количество осадков около 600 мм в год.
Значительные площади заняты плантациями казанлыкской розы и других эфирномасличных культур, посевами зерновых, плодовыми насаждениями, виноградниками.
По котловине протекает река Тунджа (приток Марицы).
Крупнейший город — Казанлык. Крупнейшие водоёмы, водохранилища на Тундже, — Г. Димитров и Жребчево.

## Топографические карты
- Лист карты K-51-А. Масштаб: 1 : 500 000.